# Rzeczenica (gmina)
Pour l’article homonyme, voir Rzeczenica.
La gmina de Rzeczenica est une commune rurale de la voïvodie de Poméranie et du powiat de Człuchów. Elle s'étend sur 274,92 km² et comptait 3 721 habitants en 2006. Son siège est le village de Rzeczenica qui se situe à environ 21 kilomètres au nord-ouest de Człuchów et à 121 kilomètres au sud-ouest de Gdańsk, la capitale régionale.

## Villages
La gmina de Rzeczenica comprend les villages et localités de Bagnica, Breńsk, Brzezie, Cierniki, Dzików, Garsk, Gockowo, Grodzisko, Gwieździn, Iwie, Jelnia, Jeziernik, Knieja, Lestnica, Łuszczyn, Międzybórz, Olszanowo, Pieniężnica, Przeręba, Przyrzecze, Rzeczenica, Sporysz, Trzmielewo, Zadębie, Zalesie et Zbysławiec.

## Gminy voisines
La gmina de Rzeczenica est voisine des gminy de Biały Bór, Czarne, Człuchów, Koczała, Przechlewo et Szczecinek.